# Paculla (cràter)
Paculla és un cràter amb coordenades planetocèntriques de -61.98 ° de latitud nord i 156.93 ° de longitud est, sobre la superfície de l'asteroide del cinturó principal (4) Vesta. Fa 22.34 km de diàmetre. El nom adoptat com a oficial per la UAI el cinc de febrer de 2014 fa referència a Pacul·la Annia, sacerdotessa de Bacus també anomenat Dionís.